# B1 Preliminary
 (octobre 2014).
Si vous disposez d'ouvrages ou d'articles de référence ou si vous connaissez des sites web de qualité traitant du thème abordé ici, merci de compléter l'article en donnant les références utiles à sa vérifiabilité et en les liant à la section « Notes et références ».

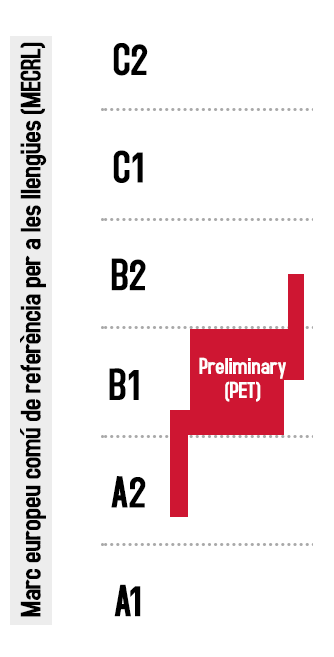
Positionnement de l'examen par rapport au CECRL.

Le B1 Preliminary (anciennement Preliminary English Test (PET), puis Cambridge English Preliminary) est un examen international sanctionnant un niveau intermédiaire (B1) de maîtrise de la langue anglaise (en). C'est le second diplôme par niveau de difficulté proposés par Cambridge English Language Assessment dépendant de l'université de Cambridge.

## Le Cadre européen commun de référence pour les langues (CECRL)
Le B1 Preliminary correspond au niveau B1 du Cadre européen commun de référence pour les langues (CECRL). 
Ce niveau indique les compétences suivantes :
- comprendre les éléments principaux d’instructions simples ou d’annonces publiques;
- faire face à la plupart des situations auxquelles vous pouvez être confronté lorsque vous voyagez en tant que touriste dans un pays anglophone;
- poser des questions simples et participer à des conversations factuelles dans un environnement professionnel;
- écrire des lettres/e-mails ou prendre des notes sur des sujets familiers.

Dans le cadre scolaire français, il correspond au niveau Seconde.

## Format de l'examen
Le Cambridge English Preliminary évalue quatre compétences pour refléter le niveau du candidat.
| Examen                                                | Contenu                  | % du total | Objectif | Remarques |
| ----------------------------------------------------- | ------------------------ | ---------- | --- | --- |
| Reading (45 minutes)                                  | 6 parties / 32 questions | 25%        | Montrer que le candidat peut lire et comprendre les principales informations d'un article de journal ou magazine et qu'il peut utiliser le vocabulaire dans des structures de phrases correctes.                                        | |
| Writing (45 minutes)                                  | 2 parties / 3 questions  | 25 %       | Montrer que le candidat peut utiliser le vocabulaire dans des structures de phrases correctes et créer des textes sous forme de mail (sur papier), article ou histoire.                                                                 | Pour la deuxième partie de l'épreuve, le candidat a le choix entre la rédaction d'un article de journal ou la création d'une histoire. |
| Listening (30 minutes)                                | 4 parties / 25 questions | 25%        | Le candidat doit être capable de suivre et comprendre une sélection d'enregistrement audio, comme des annonces publiques et discussions de tous les jours.                                                                              | |
| Speaking (10–12 minutes pour chaque duo de candidats) | 4 parties                | 25%        | Le candidat doit prouver son niveau d'anglais parlé lors d'une conversation en posant des questions ou en répondant et par la discussion. Le test Speaking inclut un tête-à-tête avec un ou deux autres candidats et deux examinateurs. | |

## Sources
1. ↑  « Portail National des professionnels de l'éducation »